# 아일린 브레넌
아일린 브레넌(Eileen Brennan, 1932년 9월 3일 ~ 2013년 7월 28일)은 미국의 배우였다.

## 출연 작품

### 영화
- 마지막 영화관 (1971)
- 5인의 탐정가 (1976)
- 벤자민 일등병 (1980)
- 살인 무도회 (1985)
- 미스 에이전트 2 (2005)

### 텔레비전
- 택시 (1981)
- 윌 앤 그레이스 (2001-06)